# Winner Medical
Winner Medical (chinês simplificado: 稳健医疗; chinês tradicional: 穩健醫療), abreviatura de Winner Medical Co., Ltd., é uma empresa de fabrico de produtos médicos sediada na China, fundada por Li Jianquan em 1991, com sede em Shenzhen. Anteriormente listada várias vezes em várias bolsas de valores americanas sob o nome de Winner Medical Group Inc., concentra-se na produção de produtos de saúde, principalmente pensos para tratamento de feridas e produtos de protecção contra infecções, bem como na especialização em máscaras e fatos protectores. Além disso, também fabrica produtos relacionados com bebés. A empresa aloja 3 marcas, "Winner", "PurCotton" e "PureH2B".
Entre 2005 e 2010, a firma tornou-se pública sequencialmente na OTCBB, AMEX, e NASDAQ. Em Julho de 2012, passou uma oferta de aquisição de acções detidas por outros investidores por $109,7 milhões, e em Dezembro, foi retirada da lista depois de ter sido tomada em privado pela Winner Holding Limited. Depois de angariar $543,5 milhões através da sua IPO, desembarcou na SZSE em Setembro de 2020 sob o título "300888", com Li Jianquan a deter 68% das suas acções.

## História
A Winner Medical desenvolveu a tecnologia do tecido não-tecido de algodão fiado em 2005. Em 2014, foi exclusivamente financiado pela Sequoia China, que detinha cerca de 8,09% das acções da primeira após a sua OPI. Em Junho de 2018, foi financiado pelo Shenzhen Capital Group.
A Winner Medical operou as suas linhas de produção de máscaras durante as férias de Ano Novo Lunar de 2019, produzindo 109 milhões de máscaras e 11,5 milhões de conjuntos de equipamento de protecção nas cinco semanas até 26 de Janeiro de 2020.
Em Maio de 2020, a DHSC do Reino Unido assinou um contrato de £91 milhões com a Winner Medical para a compra de EPI. No mesmo ano, estabeleceu a sua segunda sede em Hubei, onde é também a base de produção principal da empresa.